# جوليان وايت (لاعب كريكت)
جوليان وايت (19 يونيو 1963 في المملكة المتحدة - ) (بالإنجليزية: Julian Wyatt)‏ هو لاعب كريكت بريطاني. لعب مع نادي مقاطعة سومرست للكريكت ‏.